# Coronigonalia spectanda
Coronigonalia spectanda är en insektsart som beskrevs av Fowler 1900. Coronigonalia spectanda ingår i släktet Coronigonalia och familjen dvärgstritar. Inga underarter finns listade i Catalogue of Life.